# Naila Kabeer
 (octobre 2021).
La mise en forme du texte ne suit pas les recommandations de Wikipédia : il faut le « wikifier ».
Les points d'amélioration suivants sont les cas les plus fréquents. Le détail des points à revoir est peut-être précisé sur la page de discussion.
- Les titres sont pré-formatés par le logiciel. Ils ne sont ni en capitales, ni en gras.
- Le texte ne doit pas être écrit en capitales (les noms de famille non plus), ni en gras, ni en italique, ni en « petit »…
- Le gras n'est utilisé que pour surligner le titre de l'article dans l'introduction, une seule fois.
- L'italique est rarement utilisé : mots en langue étrangère, titres d'œuvres, noms de bateaux, etc.
- Les citations ne sont pas en italique mais en corps de texte normal. Elles sont entourées par des guillemets français : « et ».
- Les listes à puces sont à éviter, des paragraphes rédigés étant largement préférés. Les tableaux sont à réserver à la présentation de données structurées (résultats, etc.).
- Les appels de note de bas de page (petits chiffres en exposant, introduits par l'outil «  Source ») sont à placer entre la fin de phrase et le point final[comme ça].
- Les liens internes (vers d'autres articles de Wikipédia) sont à choisir avec parcimonie. Créez des liens vers des articles approfondissant le sujet. Les termes génériques sans rapport avec le sujet sont à éviter, ainsi que les répétitions de liens vers un même terme.
- Les liens externes sont à placer uniquement dans une section « Liens externes », à la fin de l'article. Ces liens sont à choisir avec parcimonie suivant les règles définies. Si un lien sert de source à l'article, son insertion dans le texte est à faire par les notes de bas de page.
- La présentation des références doit suivre les conventions bibliographiques. Il est recommandé d'utiliser les modèles {{Ouvrage}}, {{Chapitre}}, {{Article}}, {{Lien web}} et/ou {{Bibliographie}}. Le mode d'édition visuel peut mettre en forme automatiquement les références.
- Insérer une infobox (cadre d'informations à droite) n'est pas obligatoire pour parachever la mise en page.

Pour une aide détaillée, merci de consulter Aide:Wikification.
Si vous pensez que ces points ont été résolus, vous pouvez retirer ce bandeau et améliorer la mise en forme d'un autre article.
Naila Kabeer (en bengali : নায়লা কবির ; née le 28 janvier 1950) est une chercheuse en économie sociale et écrivaine anglaise d’origine indienne. Elle est aussi présidente de « International Association for Feminist Economics (IAFFE) » (Association internationale pour l’économie féministe) de 2018 à 2019. Elle fait partie du comité éditorial de journaux tels que « Feminist Economics » (Economie féministe), Development and Change (Développement et Changement), « Gender and Development » (Genre et Développement), "Third World Quarterly" (Trimestriel du Tiers-Monde), et le "Canadian Journal of Development Studies" (Le Journal Canadien dans Etudes en Développement).
Elle travaille principalement dans les domaines de la pauvreté, du genre, du marché du travail et des questions de politique sociale. Ses sujets de recherche incluent le genre, la pauvreté, l’exclusion sociale, le marché du travail, les moyens de subsistance, la protection sociale, généralement dans l’Asie du Sud et Sud-Est.

## Biographie
Kabeer est née à Calcutta, Bengale-Occidental, Inde. Sa famille déménagea rapidement après dans le Bengale-Oriental (l’actuel Bangladesh). Elle va à l’école au Loreta Convent à Shillong en Inde. En 1969, elle part pour le Royaume-Uni pour poursuivre son éducation. Elle obtient son diplôme de bachelier en sciences à la London School of Economics, puis son diplôme de Master au University College London avant de retourner à la London School of Economics pour son doctorat. Elle achève son doctorat en 1985. Elle effectua son travail de recherche doctorale dans un village au Bangladesh.

## Carrière
En 1985, Kabeer rejoint l’Institut d’Etudes en Développement (Institute of Development Studies) à l’University of Sussex comme chargée de recherche d’abord puis comme professeure associée. En 2010, elle rejoint la School of Oriental and African Studies, à l’University of London comme professeure en études du développement.  En 2013, elle rejoint le Gender Institute à la London School of Economics et le département de Science Politique, en tant que professeure en genre et développement international, où elle est depuis. Kabeer est Professeure à la chaire Kerstin Hesselgren à la University of Gothenburg, en Suède, entre 2004 et 2005. Elle est ensuite chercheuse invitée au International Development Research Centre, au bureau régional de l’Asie du Sud, entre 2005 et 2006. Elle travaille aussi en tant que chercheuse senior au Department for International Development, au Royaume-Uni, entre 2009 et 2010. Durant cette période, elle reste aussi chercheuse emeritus au Institute of Development Studies, à l’University of Sussex.
Kabeer est active dans l'élaboration de cadres et de méthodologies pour l'intégration des questions de genre dans les politiques et la planification. Elle est économiste sociale et travaille principalement sur les questions de pauvreté, de genre et de politique sociale,. Elle a une expérience dans la formation et le travail de conseil avec les gouvernements, les agences bilatérales et multilatérales et les ONG (y compris Oxfam, ActionAid, Women for Women International, BRAC, PRADAN et Nijera Kori). Ainsi que pour un certain nombre d'agences internationales de développement (dont le Programme des Nations Unies pour le développement (PNUD), l'UNICEF, la Banque mondiale, ONU Femmes, et SIDA), et le Commandement de la défense aérospatiale de l'Amérique du Nord (NORAD) et DIFD. Elle est également membre du conseil d'administration du programme pour les droits des femmes de l'Open Society Foundations, du International Centre for Research on Women, qui est un comité consultatif du Better Works Program de l'Organisation internationale du travail.
Kabeer est l'autrice de nombreux livres et publications dans des revues. Elle est l'auteur de Reversed Realities: Gender Hierarchies in Development Thought, Vero, 1994 et The Power to Choose: Bangladeshi Women and Labour Market Decisions in London et Dhaka, Verso 2000. Elle a collaboré avec l'UNRISD pour le programme Social Effects of Globalization et a écrit trois articles : Gender, Demographic Transition and the Economics of Family Size : Population Policy for a Human-Centred Development in 1996 ; The Conditions and Consequences of Choice: Reflections on the Measurement of Women's Empowerment en 1999 ; et Leaving the Rice Fields but Not the Countryside: Gender, Livelihood Diversification and Pro-Poor Growth in Rural Viet Nam en 2000. Pour le programme UNRISD Gender and Development, elle a co-édité un livre Routledge/UNRISD Global Perspectives on Gender Equality: Reversing the Gaze en 2007,. Kabeer a travaillé avec la Division des Nations unies pour la promotion de la femme (DAW) en tant qu'autrice principale de The World Survey on Women and Development en 2009. Pour le programme Social Policy and Development de l'UNRISD, elle a co-édité un autre volume Routledge/UNRISD "Social Protection As Development Policy: Asian Perspectives" en 2010.
Kabeer est actuellement membre du comité éditorial consultatif du conseil d'administration du Feminist Review Trust,. Elle est également membre du Comité consultatif pour un meilleur travail. Elle est actuellement engagée dans des recherches sur les stratégies de protection sociale et les luttes pour la citoyenneté chez les travailleurs de l'économie informelle. Kabeer est également impliquée dans la recherche financée par l'ERSC-DIFD sur le genre et la dynamique du marché du travail au Bangladesh et en Inde.

### Livres
- Naila Kabeer, The quest for national identity: Women, Islam and the state in Bangladesh, Brighton, England, Institute of Development Studies, 1989 (ISBN 9780903715225).
- Naila Kabeer, Gender, production and well-being: rethinking the household economy, Brighton, England, Institute of Development Studies, 1991 (ISBN 9780903715423).
- Naila Kabeer, Reversed realities: gender hierarchies in development thought, London New York, Verso Books, 1994 (ISBN 9780860915843).
- Naila Kabeer, nian, Ramya (1999). Institutions, relations and outcomes: A framework and case studies for gender-aware planning, New Delhi, India, Zubaan, subr (ISBN 9788185107981).
- Naila Kabeer, The power to choose: Bangladeshi women and labour market decisions in London and Dhaka, London New York, Verso Books, 2000 (ISBN 9781859848043).
- Naila Kabeer, Sarah Cook et Gary Suwannarat, Social protection in Asia, New Delhi, India, Har-Anand Publications, 2002 (ISBN 9788124108819).
- Naila Kabeer, Gender mainstreaming in poverty eradication and the millennium development goals, London Ottawa, Commonwealth Secretariat, 2003 (ISBN 9780850927528).
- Naila Kabeer, Ramya Subrahmanian et Geetha Nambissan, Child labour and the right to education in South Asia, Thousand Oaks, California, Sage Publications, 2003 (ISBN 9780761996019).
- Naila Kabeer, Inclusive citizenship: meanings and expressions, New Delhi, India, Zed Books, 2005 (ISBN 9788189013165).
- Naila Kabeer, Mainstreaming gender in social protection for the informal economy, London, Commonwealth Secretariat, 2008 (ISBN 9780850928402).
- Naila Kabeer, Gender & social protection strategies in the informal economy, India, Routledge, 2010 (ISBN 9780415578257).
- Naila Kabeer et Sarah Cook, Social protection as development policy: Asian perspectives, London New York, Routledge, 2010 (ISBN 9780415585736).

### Chapitres de livre
- Kabeer, Naila, « Feminist perspectives in development: a critical review », dans Phoenix, Ann; Hinds, Hilary; Stacey, Jackie (eds.), Working out: New directions for women's studies, Gender and Society: Feminist Perspectives on Past and Present, London Washington, D.C, The Falmer Press, 1992 (ISBN 9780750700436), p. 101–112.
- Kabeer, Naila et Cortijo, Marie Jo A., « Methodological and organizational lessons from impact assessment studies: the case of SHARE, India : managing social performance of microfinance », dans Brody, Alyson; Greely, Martin; Wright-Revolledo, Katie (eds.), Money with a mission, vol. 2, London, Practical Action, 2005 (ISBN 9781853396151).
- Kabeer, Naila et Dash, Anup, « The challenge of sustainability in India's poorest state: the case of the Centre for Youth and Social Development (CYSD) : managing social performance of microfinance », dans Brody, Alyson; Greely, Martin; Wright-Revolledo, Katie (eds.), Money with a mission, vol. 2, London, Practical Action, 2005 (ISBN 9781853396151).

### Articles académiques
(octobre 2021).
- Kabeer, Naila (May 1998). "'Education is my daughter's future'". Index on Censorship. 27 (3): 154–160. doi:10.1080/03064229808536365.
- Kabeer, Naila (March 2004). "Globalization, labor standards, and women's rights: dilemmas of collective (in)action in an interdependent world". Feminist Economics. 10 (1): 3–35. doi:10.1080/1354570042000198227. S2CID 17533079.
- Kabeer, Naila; Mumtaz, Khawar; Sayeed, Asad (January 2010). "Beyond risk management: Vulnerability, social protection and citizenship in Pakistan". Journal of International Development. 22 (1): 1–19. doi:10.1002/jid.1538.
- Kabeer, Naila (March 2011). "Between affiliation and autonomy: navigating pathways of women's empowerment and gender justice in rural Bangladesh". Development and Change. 42 (2): 499–528. doi:10.1111/j.1467-7660.2011.01703.x. PMID 21898946.
- Kabeer, Naila (May 2011). "Gender, schooling and global social justice". Comparative Education. 47 (2): 283–284. doi:10.1080/03050068.2011.555142. S2CID 145347608.
- Kabeer, Naila (September 2012). "Empowerment, citizenship and gender justice: a contribution to locally grounded theories of change in women's lives". Ethics and Social Welfare. 6 (3): 216–232. doi:10.1080/17496535.2012.704055. S2CID 55205837.
- Kabeer, Naila; Khan, Ayesha (July 2014). "Cultural values or universal rights? Women's narratives of compliance and contestation in urban Afghanistan". Feminist Economics. 20 (3): 1–24. doi:10.1080/13545701.2014.926558. S2CID 144805658.
- Kabeer, Naila (May 2015). "Gender, poverty, and inequality: a brief history of feminist contributions in the field of international development". Gender and Development. 23 (2): 189–205. doi:10.1080/13552074.2015.1062300. S2CID 142104063.
- Kabeer, Naila; Gammage, Sarah; Rodgers, Yana van der Meulen (January 2016). "Introduction: Voice and agency: where are we now?". Feminist Economics. 22 (1): 1–29. doi:10.1080/13545701.2015.1101308. S2CID 146657580.
- Kabeer, Naila (January 2016). "Gender equality, economic growth, and women's agency: the "Endless Variety" and "Monotonous Similarity" of patriarchal constraints". Feminist Economics. 22 (1): 295–321. doi:10.1080/13545701.2015.1090009. S2CID 153522849.